# Giai đoạn vòng loại và vòng play-off UEFA Champions League 2020–21
Giai đoạn vòng loại và vòng play-off UEFA Champions League 2020-21 bắt đầu vào ngày 8 tháng 8 và kết thúc vào ngày 30 tháng 9 năm 2020.
Tổng cộng có 53 đội cạnh tranh ở hệ thống vòng loại của UEFA Champions League 2020-21, bao gồm giai đoạn vòng loại và vòng play-off, với 43 đội ở Nhóm các đội vô địch và 10 đội ở Nhóm các đội không vô địch. 6 đội thắng ở vòng play-off (4 đội từ Nhóm các đội vô địch, 2 đội từ Nhóm các đội không vô địch) đi tiếp vào vòng bảng, để cùng 26 đội tham dự vào vòng bảng.
Thời gian là CEST (UTC+2), như được liệt kê bởi UEFA (giờ địa phương, nếu khác, được đặt trong ngoặc đơn).

## Các đội bóng

### Nhóm các đội vô địch
Nhóm các đội vô địch bao gồm tất cả các đội vô địch giải vô địch quốc gia mà không lọt vào thẳng vòng bảng, và bao gồm các vòng đấu sau:
- Vòng sơ loại (4 đội chơi vòng bán kết và chung kết một lượt): 4 đội tham dự vào vòng đấu này.
- Vòng loại thứ nhất (34 đội): 33 đội tham dự vào vòng đấu này, và 1 đội thắng của vòng sơ loại.
- Vòng loại thứ hai (20 đội): 3 đội tham dự vào vòng đấu này, và 17 đội thắng của vòng loại thứ nhất.
- Vòng loại thứ ba (10 đội): 10 đội thắng của vòng loại thứ hai.
- Vòng play-off (8 đội): 3 đội tham dự vào vòng đấu này, và 5 đội thắng của vòng loại thứ ba.

Tất cả các đội bị loại từ Nhóm các đội vô địch tham dự Europa League:
- 3 đội thua của vòng sơ loại và 17 đội thua của vòng loại thứ nhất tham dự vòng loại thứ hai Nhóm các đội vô địch.
- Trong số 10 đội thua của vòng loại thứ hai:
  - 8 đội thua tham dự vòng loại thứ ba Nhóm các đội vô địch
  - 2 đội thua, được quyết định bằng việc bốc thăm, tham dự vòng play-off Nhóm các đội vô địch.
- 5 đội thua của vòng loại thứ ba tham dự vòng play-off Nhóm các đội vô địch.
- 4 đội thua của vòng play-off tham dự vòng bảng.

Dưới đây là các đội tham dự của Nhóm các đội vô địch (với hệ số câu lạc bộ UEFA năm 2020 của họ), được xếp nhóm theo vòng đấu bắt đầu của họ.
| Chú thích màu sắc |
| --- |
| Đội thắng của vòng play-off đi tiếp vào vòng bảng                                                                                      |
| Đội thua của vòng play-off tham dự vòng bảng Europa League                                                                             |
| Đội thua của vòng loại thứ ba, và 2 đội thua của vòng loại thứ hai (Tirana và Ludogorets Razgrad), tham dự vòng play-off Europa League |
| Đội thua của vòng loại thứ hai tham dự vòng loại thứ ba Europa League                                                                  |
| Đội thua của vòng sơ loại và vòng loại thứ nhất tham dự vòng loại thứ hai Europa League                                                |

| Đội               | Hệ số  |
| ----------------- | ------ |
| Red Bull Salzburg | 53.500 |
| Olympiacos        | 43.000 |
| Slavia Prague     | 27.500 |

| Đội           | Hệ số  |
| ------------- | ------ |
| Dinamo Zagreb | 33.500 |
| Young Boys    | 25.500 |
| Midtjylland   | 14.500 |

| Đội                  | Hệ số  |
| -------------------- | ------ |
| Celtic               | 34.000 |
| Astana               | 29.000 |
| Ludogorets Razgrad   | 26.000 |
| Red Star Belgrade    | 22.750 |
| Qarabağ              | 21.000 |
| Legia Warsaw         | 17.000 |
| Maccabi Tel Aviv     | 16.500 |
| Molde                | 15.000 |
| Sheriff Tiraspol     | 12.750 |
| CFR Cluj             | 12.500 |
| Ferencváros          | 9.000  |
| Dundalk              | 8.500  |
| Slovan Bratislava    | 7.000  |
| Sūduva               | 6.750  |
| Omonia               | 5.350  |
| Sarajevo             | 4.750  |
| Dinamo Tbilisi       | 4.750  |
| Fola Esch            | 4.750  |
| Djurgårdens IF       | 4.550  |
| Budućnost Podgorica  | 4.250  |
| Flora                | 4.000  |
| Dynamo Brest         | 3.775  |
| Riga                 | 3.500  |
| Connah's Quay Nomads | 3.250  |
| KÍ                   | 2.750  |
| Europa               | 2.750  |
| Celje                | 2.600  |
| Ararat-Armenia       | 2.500  |
| KuPS                 | 2.500  |
| KR                   | 2.500  |
| Tirana               | 1.475  |
| Sileks               | 1.475  |
| Floriana             | 1.150  |

| Đội                   | Hệ số |
| --------------------- | ----- |
| Linfield              | 4.250 |
| Tre Fiori             | 1.500 |
| Drita                 | 1.500 |
| Inter Club d'Escaldes | 0.566 |

### Nhóm các đội không vô địch
Nhóm các đội không vô địch bao gồm tất cả các đội không vô địch giải vô địch quốc gia mà không lọt vào thẳng vòng bảng, và bao gồm các vòng đấu sau:
- Vòng loại thứ hai (6 đội): 6 đội tham dự vào vòng đấu này.
- Vòng loại thứ ba (6 đội): 3 đội tham dự vào vòng đấu này, và 3 đội thắng của vòng loại thứ hai.
- Vòng play-off (4 đội): 1 đội tham dự vào vòng đấu này, 3 đội thắng của vòng loại thứ ba.

Tất cả các đội bị loại từ Nhóm các đội không vô địch tham dự Europa League:
- 3 đội thua của vòng loại thứ hai tham dự vòng loại thứ ba Nhóm chính.
- 3 đội thua của vòng loại thứ ba và 2 đội thua của vòng play-off tham dự vòng bảng.

Dưới đây là các đội tham dự của Nhóm các đội không vô địch (với hệ số câu lạc bộ UEFA năm 2020 của họ), được xếp nhóm theo vòng đấu bắt đầu của họ.
| Chú thích màu sắc                                                              |
| ------------------------------------------------------------------------------ |
| Đội thắng của vòng play-off đi tiếp vào vòng bảng                              |
| Đội thua của vòng play-off và vòng loại thứ ba tham dự vòng bảng Europa League |
| Đội thua của vòng loại thứ hai tham dự vòng loại thứ ba Europa League          |

| Đội       | Hệ số  |
| --------- | ------ |
| Krasnodar | 35.500 |

| Đội         | Hệ số  |
| ----------- | ------ |
| Benfica     | 70.000 |
| Dynamo Kyiv | 55.000 |
| Gent        | 39.500 |

| Đội            | Hệ số  |
| -------------- | ------ |
| Beşiktaş       | 54.000 |
| Viktoria Plzeň | 34.000 |
| Rapid Wien     | 22.000 |
| PAOK           | 21.000 |
| AZ             | 18.500 |
| Lokomotiva     | 4.975  |

## Thể thức
Trong một sự thay đổi về thể thức do hậu quả của đại dịch COVID-19 ở Châu Âu, mỗi cặp đấu trước vòng play-off được diễn ra theo thể thức đấu một trận duy nhất được tổ chức bởi một trong các đội được quyết định bởi kết quả bốc thăm, ngoại trừ vòng sơ loại được diễn ra tại địa điểm trung lập. Nếu tỉ số hoà sau thời gian thi đấu chính thức, hiệp phụ được diễn ra, theo sau đó là loạt sút luân lưu nếu tỉ số vẫn hoà.
Các cặp đấu vòng play-off được diễn ra trong hai lượt, với mỗi đội chơi một lượt tại sân nhà. Đội nào ghi được tổng số bàn thắng nhiều hơn qua 2 lượt đi tiếp vào vòng tiếp theo. Nếu tổng tỉ số hòa, luật bàn thắng sân khách được áp dụng, nghĩa là đội ghi nhiều bàn thắng trên sân khách hơn qua 2 lượt đi tiếp. Nếu số bàn thắng sân khách cũng bằng nhau, thì hiệp phụ được diễn ra. Luật bàn thắng sân khách lần nữa tiếp tục được áp dụng sau hiệp phụ, nghĩa là nếu có bàn thắng được ghi trong thời gian hiệp phụ và tổng tỉ số vẫn hoà, thì đội khách đi tiếp nhờ có số bàn thắng sân khách ghi được nhiều hơn. Nếu không có bàn thắng nào được ghi trong thời gian hiệp phụ, cặp đấu được quyết định bằng loạt sút luân lưu.
Ở mỗi lễ bốc thăm, các đội được xếp hạt giống dựa trên hệ số câu lạc bộ UEFA năm 2020 của họ. Đối với bất kỳ đội nào mà hệ số câu lạc bộ chưa phải là cuối cùng tại thời điểm bốc thăm, hệ số câu lạc bộ của họ tại thời điểm đó, tính đến tất cả các trận đấu UEFA Champions League và Europa League 2019-20 đã diễn ra cho đến thời điểm đó, được sử dụng (Quy định Điều 13.03). Các đội được chia làm nhóm hạt giống và nhóm không hạt giống có số đội bằng nhau, và đội hạt giống được bốc thăm để đối đầu với đội không hạt giống. Đối với mỗi cặp đấu, một lượt bốc thăm được diễn ra giữa hai đội, và đội được bốc thăm đầu tiên là đội chủ nhà ở các trận đấu một lượt (hoặc là đội "chủ nhà" hành chính ở các trận đấu vòng sơ loại), hoặc là đội chủ nhà của lượt đi ở các cặp đấu hai lượt vòng play-off. Nếu danh tính của đội thắng của vòng trước không được biết tại thời điểm bốc thăm, việc phân nhóm hạt giống được tiến hành với giả định rằng đội có hệ số cao hơn của cặp đấu chưa xác định đi tiếp vào vòng này, nghĩa là nếu đội có hệ số thấp hơn đi tiếp, họ đơn giản chỉ lấy vị trí hạt giống của đối thủ mà họ đánh bại. Các đội từ các hiệp hội có mâu thuẫn chính trị theo quyết định của UEFA có thể không được bốc thăm vào cùng cặp đấu. Trước lễ bốc thăm, UEFA có thể hình thành "các nhóm" đúng như những nguyên tắc được tạo ra bởi Uỷ ban giải đấu câu lạc bộ và dựa trên các lý do địa lý, hậu cần và chính trị, và chúng hoàn toàn là để thuận tiện cho việc bốc thăm và không giống với bất kỳ nhóm thực sự nào vì mục đích thi đấu.
Do đại dịch COVID-19 ở châu Âu, các quy tắc đặc biệt sau đây được áp dụng cho giai đoạn vòng loại và vòng play-off:
- Trước mỗi lễ bốc thăm, UEFA sẽ công bố danh sách các hạn chế đi lại liên quan đến đại dịch COVID-19 đã biết. Tất cả các đội phải thông báo cho UEFA nếu có những hạn chế hiện tại khác với những hạn chế đã được công bố. Nếu một đội không làm như vậy dẫn đến trận đấu không thể diễn ra, đội đó bị coi là chịu trách nhiệm và đã bỏ cuộc trận đấu.
- Nếu các hạn chế đi lại được áp đặt bởi quốc gia của đội chủ nhà ngăn cản đội khách vào sân, đội chủ nhà phải đề xuất một địa điểm thay thế nhằm cho phép trận đấu diễn ra mà không có bất kỳ hạn chế nào. Nếu không, họ bị coi là đã bỏ cuộc trận đấu.
- Nếu các hạn chế đi lại được áp đặt bởi quốc gia của đội khách ngăn cản đội khách rời đi hoặc quay lại, đội chủ nhà phải đề xuất một địa điểm thay thế nhằm cho phép trận đấu diễn ra mà không có bất kỳ hạn chế nào. Nếu không UEFA sẽ quyết định địa điểm.
- Nếu sau lễ bốc thăm, những hạn chế mới được áp đặt bởi quốc gia của đội chủ nhà hoặc đội khách ngăn cản trận đấu diễn ra, thì đội của quốc gia đó bị coi là đã bỏ cuộc trận đấu.
- Nếu một trong hai đội từ chối chơi trận đấu, họ bị coi là đã bỏ cuộc trận đấu. Nếu cả hai đội từ chối chơi hoặc chịu trách nhiệm về việc trận đấu không thể diễn ra, cả hai đội bị loại.
- Nếu một đội có cầu thủ và/hoặc quan chức được xét nghiệm dương tính với SARS-CoV-2 ngăn cản họ thi đấu trước thời hạn do UEFA quy định, họ bị coi là đã bỏ cuộc trận đấu.
- Trong mọi trường hợp, hai đội có thể đồng ý chơi trận đấu tại quốc gia của đội khách hoặc tại quốc gia trung lập, tùy thuộc vào sự chấp thuận của UEFA. UEFA có quyền quyết định cuối cùng về địa điểm cho bất kỳ trận đấu nào hoặc lên lịch lại bất kỳ trận đấu nào nếu cần thiết.
- Nếu vì bất kỳ lý do gì mà giai đoạn vòng loại và vòng play-off không thể hoàn thành trước thời hạn do UEFA quy định, UEFA sẽ quyết định các nguyên tắc để xác định các đội lọt vào vòng bảng.

Bốn quốc gia (Ba Lan, Hungary, Hy Lạp và Síp) đã cung cấp các trung tâm địa điểm trung lập nhằm cho phép các trận đấu được diễn ra tại sân vận động của họ mà không có hạn chế.

## Lịch thi đấu
Lịch thi đấu của giải đấu như sau (tất cả các lễ bốc thăm đều được tổ chức tại trụ sở UEFA ở Nyon, Thụy Sĩ, trừ khi có thông báo khác). Giải đấu ban đầu phải bắt đầu vào tháng 6 năm 2020, nhưng đã bị trì hoãn sang tháng 8 do đại dịch COVID-19 ở châu Âu. Lịch thi đấu mới được công bố bởi Ủy ban điều hành UEFA vào ngày 17 tháng 6 năm 2020.
Tất cả các trận đấu vòng loại, không bao gồm vòng play-off, được diễn ra theo thể thức đấu một trận duy nhất, được tổ chức bởi một trong những đội được quyết định bằng việc bốc thăm (ngoại trừ vòng sơ loại được diễn ra tại địa điểm trung lập), và được diễn ra đằng sau những cánh cửa đóng.
| Vòng               | Ngày bốc thăm       | Ngày thi đấu                     | Ngày thi đấu                     |
| ------------------ | ------------------- | -------------------------------- | -------------------------------- |
| Vòng sơ loại       | 17 tháng 7 năm 2020 | 8 tháng 8 năm 2020 (bán kết)     | 11 tháng 8 năm 2020 (chung kết)  |
| Vòng loại thứ nhất | 9 tháng 8 năm 2020  | 18–19 tháng 8 năm 2020           | 18–19 tháng 8 năm 2020           |
| Vòng loại thứ hai  | 10 tháng 8 năm 2020 | 25–26 tháng 8 năm 2020           | 25–26 tháng 8 năm 2020           |
| Vòng loại thứ ba   | 31 tháng 8 năm 2020 | 15–16 tháng 9 năm 2020           | 15–16 tháng 9 năm 2020           |
| Vòng play-off      | 1 tháng 9 năm 2020  | 22–23 tháng 9 năm 2020 (lượt đi) | 29–30 tháng 9 năm 2020 (lượt về) |

Lịch thi đấu ban đầu của giải đấu, được lên kế hoạch trước đại dịch, như sau (tất cả các lễ bốc thăm đều được tổ chức tại trụ sở UEFA ở Nyon, Thụy Sĩ, trừ khi có thông báo khác).
| Vòng               | Ngày bốc thăm       | Lượt đi                       | Lượt về                         |
| ------------------ | ------------------- | ----------------------------- | ------------------------------- |
| Vòng sơ loại       | 9 tháng 6 năm 2020  | 23 tháng 6 năm 2020 (bán kết) | 26 tháng 6 năm 2020 (chung kết) |
| Vòng loại thứ nhất | 16 tháng 6 năm 2020 | 7–8 tháng 7 năm 2020          | 14–15 tháng 7 năm 2020          |
| Vòng loại thứ hai  | 17 tháng 6 năm 2020 | 21–22 tháng 7 năm 2020        | 28–29 tháng 7 năm 2020          |
| Vòng loại thứ ba   | 20 tháng 7 năm 2020 | 4–5 tháng 8 năm 2020          | 11 tháng 8 năm 2020             |
| Vòng play-off      | 3 tháng 8 năm 2020  | 18–19 tháng 8 năm 2020        | 25–26 tháng 8 năm 2020          |

## Vòng sơ loại
Lễ bốc thăm cho vòng sơ loại được tổ chức vào ngày 17 tháng 7 năm 2020, lúc 12:00 CEST.

### Xếp hạt giống
Tổng cộng có 4 đội thi đấu ở vòng sơ loại. Vì lễ bốc thăm được tổ chức trước thời hạn tham dự của UEFA và các đội tham dự vẫn chưa được xác nhận, chỉ có các hiệp hội của các đội được sử dụng, và việc xếp hạt giống của các đội được dựa trên hệ số hiệp hội của họ thay vì hệ số câu lạc bộ của họ.
Đối với vòng bán kết, hai đội (từ các hiệp hội 52 và 53, Bắc Ireland và Kosovo) được xếp vào nhóm hạt giống và hai đội (từ các hiệp hội 54 và 55, Andorra và San Marino) được xếp vào nhóm không hạt giống. Đội đầu tiên được bốc thăm ở mỗi cặp đấu ở vòng bán kết và chung kết là đội "chủ nhà" hành chính.
| Nhóm hạt giống     | Nhóm không hạt giống                |
| ------------------ | ----------------------------------- |
| - Linfield - Drita | - Inter Club d'Escaldes - Tre Fiori |

### Nhánh đấu
|  | Bán kết               | Bán kết         |                   |   | Chung kết | Chung kết |
|  |                       |                 |                   |   |           |           |
|  | 8 tháng 8 – Nyon      |                 |                   |   |           |           |
|  |                       |                 |                   |   |           |           |
|  | Drita                 | 2               |                   |   |           |           |
|  | Drita                 | 2               | 11 tháng 8 – Nyon |   |           |           |
|  | Inter Club d'Escaldes | 1               |                   |   |           |           |
|  | Inter Club d'Escaldes | 1               | Drita             | 0 |           |           |
|  | 8 tháng 8 – Nyon      |                 | Drita             | 0 |           |           |
|  |                       | Linfield (awd.) | 3                 |   |           |           |
|  | Tre Fiori             | Linfield (awd.) | 3                 | 0 |           |           |
|  | Tre Fiori             |                 |                   | 0 |           |           |
|  | Linfield              | 2               |                   |   |           |           |
|  | Linfield              | 2               |                   |   |           |           |

### Tóm tắt
Vòng bán kết được diễn ra vào ngày 8 tháng 8 tại Sân vận động Colovray ở Nyon, Thụy Sĩ. Trận chung kết dự kiến được diễn ra vào ngày 11 tháng 8 nhưng trận đấu bị hủy sau khi hai cầu thủ từ Drita xét nghiệm dương tính với SARS-CoV-2 và Linfield được xử thắng 3–0 theo luật.
| Đội 1     | Tỉ số | Đội 2                 |
| --------- | ----- | --------------------- |
| Tre Fiori | 0–2   | Linfield              |
| Drita     | 2–1   | Inter Club d'Escaldes |

| Đội 1 | Tỉ số      | Đội 2    |
| ----- | ---------- | -------- |
| Drita | 0–3 (awd.) | Linfield |

1. ↑  Trận chung kết vòng sơ loại giữa Drita và Linfield, ban đầu dự kiến được diễn ra vào ngày 11 tháng 8 năm 2020, không thể được diễn ra do hai cầu thủ từ Drita xét nghiệm dương tính với SARS-CoV-2 và toàn đội bị đưa đi cách ly bởi chính quyền Thụy Sĩ.[12][13] Linfield sau đó được xử thắng 3–0 theo luật bởi UEFA theo các quy định liên quan đến COVID-19.[14][15]

### Bán kết
| Tre Fiori | 0–2      | Linfield                  |
| --------- | -------- | ------------------------- |
|           | Chi tiết | - Héry 71' - Manzinga 83' |

| Drita                           | 2–1      | Inter Club d'Escaldes |
| ------------------------------- | -------- | --------------------- |
| - X. Shabani 21' - Namani 45+3' | Chi tiết | - García 29'          |

### Chung kết
| Drita | 0–3 (xử thắng) | Linfield |
| ----- | -------------- | -------- |
|       | Chi tiết       |          |

## Vòng loại thứ nhất
Lễ bốc thăm cho vòng loại thứ nhất được tổ chức vào ngày 9 tháng 8 năm 2020, lúc 12:00 CEST.

### Xếp hạt giống
Tổng cộng có 34 đội thi đấu ở vòng loại thứ nhất: 33 đội tham dự vào vòng đấu này, và 1 đội thắng của vòng sơ loại. Việc xếp hạt giống của các đội được dựa trên hệ số câu lạc bộ UEFA năm 2020 của họ. Đối với đội thắng của vòng sơ loại (danh tính của họ không được biết tại thời điểm bốc thăm), hệ số câu lạc bộ của đội còn lại có thứ hạng cao nhất được sử dụng. Đội đầu tiên được bốc thăm ở mỗi cặp đấu là đội chủ nhà.
| Nhóm 1                                                 | Nhóm 1                                  | Nhóm 2                                            | Nhóm 2                                      | Nhóm 3                                   | Nhóm 3                                            |
| Nhóm hạt giống                                         | Nhóm không hạt giống                    | Nhóm hạt giống                                    | Nhóm không hạt giống                        | Nhóm hạt giống                           | Nhóm không hạt giống                              |
| ------------------------------------------------------ | --------------------------------------- | ------------------------------------------------- | ------------------------------------------- | ---------------------------------------- | ------------------------------------------------- |
| - Celtic - Legia Warsaw - Ferencváros                  | - Djurgårdens IF - Linfield[†] - KR     | - Red Star Belgrade - Sheriff Tiraspol - Sarajevo | - Fola Esch - Connah's Quay Nomads - Europa | - Ludogorets Razgrad - CFR Cluj - Omonia | - Budućnost Podgorica - Ararat-Armenia - Floriana |
| Nhóm 4                                                 | Nhóm 4                                  | Nhóm 5                                            | Nhóm 5                                      |                                          |                                                   |
| Nhóm hạt giống                                         | Nhóm không hạt giống                    | Nhóm hạt giống                                    | Nhóm không hạt giống                        |                                          |                                                   |
| - Astana - Qarabağ - Maccabi Tel Aviv - Dinamo Tbilisi | - Dynamo Brest - Riga - Tirana - Sileks | - Molde - Dundalk - Slovan Bratislava - Sūduva    | - Flora - KÍ - Celje - KuPS                 |                                          |                                                   |

Ghi chú
1. † Đội thắng của vòng sơ loại. Đội được thể hiện bằng chữ in nghiêng đánh bại đội với hệ số cao hơn, qua đó chiếm lấy hệ số của đối thủ của họ ở lễ bốc thăm.

### Tóm tắt
Các trận đấu được diễn ra vào ngày 18, 19 và 21 tháng 8 năm 2020.
| Đội 1                | Tỉ số                | Đội 2              |
| -------------------- | -------------------- | ------------------ |
| Ferencváros          | 2–0                  | Djurgårdens IF     |
| Celtic               | 6–0                  | KR                 |
| Legia Warsaw         | 1–0                  | Linfield           |
| Sheriff Tiraspol     | 2–0                  | Fola Esch          |
| Connah's Quay Nomads | 0–2                  | Sarajevo           |
| Red Star Belgrade    | 5–0                  | Europa             |
| Budućnost Podgorica  | 1–3                  | Ludogorets Razgrad |
| Ararat-Armenia       | 0–1 (s.h.p.)         | Omonia             |
| Floriana             | 0–2                  | CFR Cluj           |
| Maccabi Tel Aviv     | 2–0                  | Riga               |
| Qarabağ              | 4–0                  | Sileks             |
| Dinamo Tbilisi       | 0–2                  | Tirana             |
| Dynamo Brest         | 6–3                  | Astana             |
| Molde                | 5–0                  | KuPS               |
| Flora                | 1–1 (s.h.p.) (2–4 p) | Sūduva             |
| Celje                | 3–0                  | Dundalk            |
| KÍ                   | 3–0 (awd.)           | Slovan Bratislava  |

1. ↑  Trận đấu vòng loại thứ nhất giữa KÍ và Slovan Bratislava, ban đầu dự kiến được diễn ra vào ngày 19 tháng 8 năm 2020, bị hoãn đến ngày 21 tháng 8 năm 2020 do một nhân viên từ Slovan Bratislava xét nghiệm dương tính với SARS-CoV-2 và toàn đội bị đưa đi cách ly bởi chính quyền Faroe.[17] Vào ngày 21 tháng 8, trận đấu không thể được diễn ra do một cầu thủ khác từ Slovan Bratislava xét nghiệm dương tính với SARS-CoV-2 và toàn đội hai bị đưa đi cách ly bởi chính quyền Faroe.[18][19] KÍ sau đó được xử thắng 3–0 theo luật bởi UEFA theo các quy định liên quan đến COVID-19.[20][21]

### Các trận đấu
| Ferencváros      | 2–0      | Djurgårdens IF |
| ---------------- | -------- | -------------- |
| - Nguen 33', 62' | Chi tiết |                |

| Celtic                                                                                      | 6–0      | KR |
| ------------------------------------------------------------------------------------------- | -------- | -- |
| - Elyounoussi 6', 90+1' - Aðalsteinsson 17' (l.n.) - Jullien 31' - Taylor 46' - Édouard 72' | Chi tiết |    |

| Legia Warsaw | 1–0      | Linfield |
| ------------ | -------- | -------- |
| - Kanté 82'  | Chi tiết |          |

| Sheriff Tiraspol        | 2–0      | Fola Esch |
| ----------------------- | -------- | --------- |
| - Abang 36' - Lukić 80' | Chi tiết |           |

| Connah's Quay Nomads | 0–2      | Sarajevo         |
| -------------------- | -------- | ---------------- |
|                      | Chi tiết | - Tatar 16', 65' |

| Red Star Belgrade                               | 5–0      | Europa |
| ----------------------------------------------- | -------- | ------ |
| - Ben Nabouhane 35', 44', 52' - Ivanić 78', 87' | Chi tiết |        |

| Budućnost Podgorica | 1–3      | Ludogorets Razgrad                         |
| ------------------- | -------- | ------------------------------------------ |
| - Ćuković 31'       | Chi tiết | - Higinio 12' - Tchibota 25' - Cauly 90+3' |

| Ararat-Armenia | 0–1 (s.h.p.) | Omonia       |
| -------------- | ------------ | ------------ |
|                | Chi tiết     | - Thiago 94' |

| Floriana | 0–2      | CFR Cluj                     |
| -------- | -------- | ---------------------------- |
|          | Chi tiết | - Cestor 53' - Golofca 90+7' |

| Maccabi Tel Aviv                    | 2–0      | Riga |
| ----------------------------------- | -------- | ---- |
| - Blackman 58' (ph.đ.), 88' (ph.đ.) | Chi tiết |      |

| Qarabağ                                       | 4–0      | Sileks |
| --------------------------------------------- | -------- | ------ |
| - Romero 11' - Guerrier 40', 51' - Emreli 80' | Chi tiết |        |

| Dinamo Tbilisi | 0–2      | Tirana                           |
| -------------- | -------- | -------------------------------- |
|                | Chi tiết | - Torassa 45+4' - Ismailgeci 86' |

| Dynamo Brest                                                        | 6–3      | Astana                                       |
| ------------------------------------------------------------------- | -------- | -------------------------------------------- |
| - Gordeichuk 16', 22' - Pyachenin 17' - Sedko 37' - Diallo 55', 90' | Chi tiết | - Tomasov 45' - Rotariu 53' - Beisebekov 87' |

| Molde                                                                          | 5–0      | KuPS |
| ------------------------------------------------------------------------------ | -------- | ---- |
| - Hestad 26' - Wolff Eikram 37' - Omoijuanfo 65' - Pedersen 87' - Knudtzon 89' | Chi tiết |      |

| Flora                                        | 1–1 (s.h.p.) | Sūduva                                         |
| -------------------------------------------- | ------------ | ---------------------------------------------- |
| - Sappinen 49'                               | Chi tiết     | - Topčagić 78' (ph.đ.)                         |
| Loạt sút luân lưu                            |              |                                                |
| - Vassiljev - Sappinen - Järvelaid - Soomets | 2–4          | - Švrljuga - Šabala - Tadić - Pušić - Topčagić |

| Celje                                       | 3–0      | Dundalk |
| ------------------------------------------- | -------- | ------- |
| - Kerin 43' - Vizinger 89' - Dangubić 90+5' | Chi tiết |         |

| KÍ | 3–0 (xử thắng) | Slovan Bratislava |
| -- | -------------- | ----------------- |
|    | Chi tiết       |                   |

## Vòng loại thứ hai
Lễ bốc thăm cho vòng loại thứ hai được tổ chức vào ngày 10 tháng 8 năm 2020, lúc 12:00 CEST.

### Xếp hạt giống
Tổng cộng có 24 đội thi đấu ở vòng loại thứ hai. Họ được chia làm hai nhóm:
- Nhóm các đội vô địch (20 đội): 3 đội tham dự vào vòng đấu này, và 17 đội thắng của vòng loại thứ nhất.
- Nhóm các đội không vô địch (6 đội): 6 đội tham dự vào vòng đấu này.

Việc xếp hạt giống của các đội được dựa trên hệ số câu lạc bộ UEFA năm 2020 của họ. Đối với đội thắng của vòng loại thứ nhất (danh tính của họ không được biết tại thời điểm bốc thăm), hệ số câu lạc bộ của đội còn lại có thứ hạng cao nhất ở mỗi cặp đấu được sử dụng. Đội đầu tiên được bốc thăm ở mỗi cặp đấu là đội chủ nhà.
| Nhóm 1                                   | Nhóm 1                                 | Nhóm 2                                             | Nhóm 2                             | Nhóm 3                                                                        | Nhóm 3                                                        |
| Nhóm hạt giống                           | Nhóm không hạt giống                   | Nhóm hạt giống                                     | Nhóm không hạt giống               | Nhóm hạt giống                                                                | Nhóm không hạt giống                                          |
| ---------------------------------------- | -------------------------------------- | -------------------------------------------------- | ---------------------------------- | ----------------------------------------------------------------------------- | ------------------------------------------------------------- |
| - Celtic[†] - Dinamo Zagreb - Young Boys | - CFR Cluj[†] - Ferencváros[†] - KÍ[†] | - Legia Warsaw[†] - Maccabi Tel Aviv[†] - Molde[†] | - Celje[†] - Sūduva[†] - Omonia[†] | - Dynamo Brest[†] - Ludogorets Razgrad[†] - Red Star Belgrade[†] - Qarabağ[†] | - Midtjylland - Sheriff Tiraspol[†] - Sarajevo[†] - Tirana[†] |

Ghi chú
1. † Đội thắng của vòng sơ loại. Đội được thể hiện bằng chữ in nghiêng đánh bại đội với hệ số cao hơn, qua đó chiếm lấy hệ số của đối thủ của họ ở lễ bốc thăm.

| Nhóm hạt giống                           | Nhóm không hạt giống     |
| ---------------------------------------- | ------------------------ |
| - Beşiktaş - Viktoria Plzeň - Rapid Wien | - PAOK - AZ - Lokomotiva |

### Tóm tắt
Các trận đấu được diễn ra vào ngày 25 và 26 tháng 8 năm 2020.
| Đội 1              | Tỉ số                | Đội 2             |
| ------------------ | -------------------- | ----------------- |
| CFR Cluj           | 2–2 (s.h.p.) (5–6 p) | Dinamo Zagreb     |
| Young Boys         | 3–1                  | KÍ                |
| Celtic             | 1–2                  | Ferencváros       |
| Sūduva             | 0–3                  | Maccabi Tel Aviv  |
| Legia Warsaw       | 0–2 (s.h.p.)         | Omonia            |
| Celje              | 1–2                  | Molde             |
| Ludogorets Razgrad | 0–1                  | Midtjylland       |
| Dynamo Brest       | 2–1                  | Sarajevo          |
| Qarabağ            | 2–1                  | Sheriff Tiraspol  |
| Tirana             | 0–1                  | Red Star Belgrade |

| Đội 1      | Tỉ số        | Đội 2          |
| ---------- | ------------ | -------------- |
| AZ         | 3–1 (s.h.p.) | Viktoria Plzeň |
| PAOK       | 3–1          | Beşiktaş       |
| Lokomotiva | 0–1          | Rapid Wien     |

### Nhóm các đội vô địch
| CFR Cluj                                                            | 2–2 (s.h.p.) | Dinamo Zagreb                                                         |
| ------------------------------------------------------------------- | ------------ | --------------------------------------------------------------------- |
| - Pereira 64' - Debeljuh 90+3'                                      | Chi tiết     | - Gojak 14' - Kastrati 78'                                            |
| Loạt sút luân lưu                                                   |              |                                                                       |
| - Paulo Vinícius - Đoković - Rondón - Sušić - Golofca - Deac - Boli | 5–6          | - Petković - Leovac - Ademi - Stojanović - Gojak - Dilaver - Gvardiol |

| Young Boys                                 | 3–1      | KÍ                  |
| ------------------------------------------ | -------- | ------------------- |
| - Nsame 51' - Sulejmani 57' - Ngamaleu 82' | Chi tiết | - J. Johannesen 79' |

| Celtic         | 1–2      | Ferencváros            |
| -------------- | -------- | ---------------------- |
| - Christie 53' | Chi tiết | - Sigér 7' - Nguen 75' |

| Sūduva | 0–3      | Maccabi Tel Aviv                             |
| ------ | -------- | -------------------------------------------- |
|        | Chi tiết | - Rikan 30' - Blackman 73' - Davidzada 90+2' |

| Legia Warsaw | 0–2 (s.h.p.) | Omonia                            |
| ------------ | ------------ | --------------------------------- |
|              | Chi tiết     | - Gómez 92' (ph.đ.) - Thiago 107' |

| Celje        | 1–2      | Molde                     |
| ------------ | -------- | ------------------------- |
| - Lotrič 38' | Chi tiết | - Hussain 57' - James 74' |

| Ludogorets Razgrad | 0–1      | Midtjylland          |
| ------------------ | -------- | -------------------- |
|                    | Chi tiết | - Júnior Brumado 77' |

| Dynamo Brest                 | 2–1      | Sarajevo        |
| ---------------------------- | -------- | --------------- |
| - Gordeichuk 3' - Diallo 49' | Chi tiết | - Đokanović 34' |

| Qarabağ                          | 2–1      | Sheriff Tiraspol |
| -------------------------------- | -------- | ---------------- |
| - Matić 22' (ph.đ.) - Emreli 63' | Chi tiết | - Castañeda 78'  |

| Tirana | 0–1      | Red Star Belgrade |
| ------ | -------- | ----------------- |
|        | Chi tiết | - Tomané 62'      |

### Nhóm các đội không vô địch
| AZ                                                  | 3–1 (s.h.p.) | Viktoria Plzeň  |
| --------------------------------------------------- | ------------ | --------------- |
| - Koopmeiners 90+5' (ph.đ.) - Guðmundsson 98', 118' | Chi tiết     | - Limberský 78' |

| PAOK                          | 3–1      | Beşiktaş    |
| ----------------------------- | -------- | ----------- |
| - Tzolis 7', 24' - Pelkas 30' | Chi tiết | - Larin 37' |

| Lokomotiva | 0–1      | Rapid Wien |
| ---------- | -------- | ---------- |
|            | Chi tiết | - Kara 32' |

## Vòng loại thứ ba
Lễ bốc thăm cho vòng loại thứ ba được tổ chức vào ngày 31 tháng 8 năn 2020, lúc 12:00 CEST.

### Xếp hạt giống
Tổng cộng có 16 đội thi đấu ở vòng loại thứ ba. Họ được chia làm hai nhóm:
- Nhóm các đội vô địch (10 đội): 10 đội thắng của vòng loại thứ hai (Nhóm các đội vô địch).
- Nhóm các đội không vô địch (6 đội): 3 đội tham dự vào vòng đấu này, and 3 đội thắng của vòng loại thứ hai (Nhóm các đội không vô địch).

Việc xếp hạt giống của các đội được dựa trên hệ số câu lạc bộ UEFA năm 2020 của họ. Đội đầu tiên được bốc thăm ở mỗi cặp đấu là đội chủ nhà.
| Nhóm hạt giống                                                                               | Nhóm không hạt giống                                                       |
| -------------------------------------------------------------------------------------------- | -------------------------------------------------------------------------- |
| - Dinamo Zagreb[†] - Young Boys[†] - Red Star Belgrade[†] - Qarabağ[†] - Maccabi Tel Aviv[†] | - Molde[†] - Midtjylland[†] - Ferencváros[†] - Omonia[†] - Dynamo Brest[†] |

Ghi chú
1. † Đội thắng của vòng loại thứ hai (Nhóm các đội vô địch).

| Nhóm hạt giống                 | Nhóm không hạt giống              |
| ------------------------------ | --------------------------------- |
| - Benfica - Dynamo Kyiv - Gent | - Rapid Wien[†] - PAOK[†] - AZ[†] |

Ghi chú
1. † Đội thắng của vòng loại thứ hai (Nhóm các đội không vô địch).

### Tóm tắt
Các trận đấu được diễn ra vào ngày 15 và 16 tháng 9 năm 2020.
| Đội 1            | Tỉ số                | Đội 2             |
| ---------------- | -------------------- | ----------------- |
| Ferencváros      | 2–1                  | Dinamo Zagreb     |
| Qarabağ          | 0–0 (s.h.p.) (5–6 p) | Molde             |
| Omonia           | 1–1 (s.h.p.) (4–2 p) | Red Star Belgrade |
| Midtjylland      | 3–0                  | Young Boys        |
| Maccabi Tel Aviv | 1–0                  | Dynamo Brest      |

| Đội 1       | Tỉ số | Đội 2      |
| ----------- | ----- | ---------- |
| PAOK        | 2–1   | Benfica    |
| Dynamo Kyiv | 2–0   | AZ         |
| Gent        | 2–1   | Rapid Wien |

### Nhóm các đội vô địch
| Ferencváros                  | 2–1      | Dinamo Zagreb      |
| ---------------------------- | -------- | ------------------ |
| - Lovrencsics 2' - Uzuni 65' | Chi tiết | - Uzuni 23' (l.n.) |

| Qarabağ                                                         | 0–0 (s.h.p.) | Molde                                                            |
| --------------------------------------------------------------- | ------------ | ---------------------------------------------------------------- |
|                                                                 | Chi tiết     |                                                                  |
| Loạt sút luân lưu                                               |              |                                                                  |
| Matić · Medvedev · Andrade · Medina · Mahammadaliyev · Huseynov | 5–6          | Omoijuanfo · Aursnes · Hestad · Christensen · Ellingsen · Haugen |

| Omonia                             | 1–1 (s.h.p.) | Red Star Belgrade                               |
| ---------------------------------- | ------------ | ----------------------------------------------- |
| - Lüftner 31'                      | Chi tiết     | - Ivanić 45+1'                                  |
| Loạt sút luân lưu                  |              |                                                 |
| - Gómez - Gomes - Asante - Lecjaks | 4–2          | - Gavrić - Ben Nabouhane - Falcinelli - Degenek |

| Midtjylland                                  | 3–0      | Young Boys |
| -------------------------------------------- | -------- | ---------- |
| - Lefort 51' (l.n.) - Dreyer 62' - Mabil 84' | Chi tiết |            |

| Maccabi Tel Aviv    | 1–0      | Dynamo Brest |
| ------------------- | -------- | ------------ |
| - Biton 50' (ph.đ.) | Chi tiết |              |

### Nhóm các đội không vô địch
| PAOK                            | 2–1      | Benfica      |
| ------------------------------- | -------- | ------------ |
| - Giannoulis 63' - Živković 75' | Chi tiết | - Rafa 90+4' |

| Dynamo Kyiv                      | 2–0      | AZ |
| -------------------------------- | -------- | -- |
| - Rodrigues 49' - Shaparenko 86' | Chi tiết |    |

| Gent                                 | 2–1      | Rapid Wien    |
| ------------------------------------ | -------- | ------------- |
| - Dorsch 36' - Yaremchuk 59' (ph.đ.) | Chi tiết | - Demir 90+3' |

## Vòng play-off
Lễ bốc thăm vòng play-off được tổ chức vào ngày 1 tháng 9 năm 2020, lúc 12:00 CEST.

### Xếp hạt giống
Tổng cộng có 12 đội thi đấu ở vòng play-off. Họ được chia làm hai nhóm:
- Nhóm các đội vô địch (8 đội): 3 đội tham dự vào vòng đấu này, và 5 đội thắng của vòng loại thứ ba (Nhóm các đội vô địch).
- Nhóm các đội không vô địch (4 đội): 1 đội tham dự vào vòng đấu này, và 3 đội thắng của vòng loại thứ ba (Nhóm các đội không vô địch).

Việc xếp hạt giống của các đội được dựa trên hệ số câu lạc bộ UEFA năm 2020 của họ. Đối với đội thắng của vòng loại thứ ba (danh tính của họ không được biết tại thời điểm bốc thăm), hệ số câu lạc bộ của đội còn lại có thứ hạng cao nhất được sử dụng. Đội đầu tiên được bốc thăm ở mỗi cặp đấu là đội chủ nhà của lượt đi.
Vì các đội bóng Nga và Ukraina không thể được bốc thăm vào cùng cặp đấu vì lý do chính trị, đội thắng của trận đấu có bao gồm Benfica đối mặt với Krasnodar, và đội thắng của trận đấu có bao gồm Dynamo Kyiv đối mặt với đội thắng của trận đấu có bao gồm Gent.
| Nhóm hạt giống                                                    | Nhóm không hạt giống                                          |
| ----------------------------------------------------------------- | ------------------------------------------------------------- |
| - Red Bull Salzburg - Olympiacos - Ferencváros[†] - Slavia Prague | - Midtjylland[†] - Omonia[†] - Molde[†] - Maccabi Tel Aviv[†] |

Ghi chú
1. † Đội thắng của vòng loại thứ ba (Nhóm các đội vô địch). Đội được thể hiện bằng chữ in nghiêng đánh bại đội với hệ số cao hơn, qua đó chiếm lấy hệ số của đối thủ của họ ở lễ bốc thăm.

| Nhóm hạt giống           | Nhóm không hạt giống |
| ------------------------ | -------------------- |
| - PAOK [†] - Dynamo Kyiv | - Gent - Krasnodar   |

Ghi chú
1. † Đội thắng của vòng loại thứ ba (Nhóm các đội không vô địch). Đội được thể hiện bằng chữ in nghiêng đánh bại đội với hệ số cao hơn, qua đó chiếm lấy hệ số của đối thủ của họ ở lễ bốc thăm.

### Tóm tắt
Lượt đi được diễn ra vào ngày 22 và 23 tháng 9, và lượt về được diễn ra vào ngày 29 và 30 tháng 9 năm 2020.
| Đội 1            | TTS     | Đội 2             | Lượt đi | Lượt về |
| ---------------- | ------- | ----------------- | ------- | ------- |
| Slavia Prague    | 1–4     | Midtjylland       | 0–0     | 1–4     |
| Maccabi Tel Aviv | 2–5     | Red Bull Salzburg | 1–2     | 1–3     |
| Olympiacos       | 2–0     | Omonia            | 2–0     | 0–0     |
| Molde            | 3–3 (a) | Ferencváros       | 3–3     | 0–0     |

| Đội 1     | TTS | Đội 2       | Lượt đi | Lượt về |
| --------- | --- | ----------- | ------- | ------- |
| Krasnodar | 4–2 | PAOK        | 2–1     | 2–1     |
| Gent      | 1–5 | Dynamo Kyiv | 1–2     | 0–3     |

### Nhóm các đội vô địch
| Slavia Prague | 0–0      | Midtjylland |
| ------------- | -------- | ----------- |
|               | Chi tiết |             |

| Midtjylland                                                 | 4–1      | Slavia Prague |
| ----------------------------------------------------------- | -------- | ------------- |
| - Kaba 65' - Scholz 84' (ph.đ.) - Onyeka 88' - Dreyer 90+1' | Chi tiết | - Olayinka 3' |

Midtjylland thắng với tổng tỷ số 4–1.
| Maccabi Tel Aviv | 1–2      | Red Bull Salzburg                      |
| ---------------- | -------- | -------------------------------------- |
| - Biton 9'       | Chi tiết | - Szoboszlai 49' (ph.đ.) - Okugawa 57' |

| Red Bull Salzburg                          | 3–1      | Maccabi Tel Aviv |
| ------------------------------------------ | -------- | ---------------- |
| - Daka 16', 68' - Szoboszlai 45+4' (ph.đ.) | Chi tiết | - Karzev 30'     |

Red Bull Salzburg thắng với tổng tỷ số 5–2.
| Olympiacos                              | 2–0      | Omonia |
| --------------------------------------- | -------- | ------ |
| - Valbuena 69' (ph.đ.) - El-Arabi 90+2' | Chi tiết |        |

| Omonia | 0–0      | Olympiacos |
| ------ | -------- | ---------- |
|        | Chi tiết |            |

Olympiacos thắng với tổng tỷ số 2–0.
| Molde                                    | 3–3      | Ferencváros                                  |
| ---------------------------------------- | -------- | -------------------------------------------- |
| - James 55' - Eikrem 65' - Ellingsen 83' | Chi tiết | - Boli 7' - Uzuni 52' - Kharatin 87' (ph.đ.) |

| Ferencváros | 0–0      | Molde |
| ----------- | -------- | ----- |
|             | Chi tiết |       |

Tổng tỷ số 3–3. Ferencváros thắng nhờ bàn thắng sân khách.

### Nhóm các đội không vô địch
| Krasnodar                            | 2–1      | PAOK         |
| ------------------------------------ | -------- | ------------ |
| - Claesson 39' (ph.đ.) - Cabella 70' | Chi tiết | - Pelkas 32' |

| PAOK              | 1–2      | Krasnodar                              |
| ----------------- | -------- | -------------------------------------- |
| - El Kaddouri 77' | Chi tiết | - Michailidis 73' (l.n.) - Cabella 78' |

Krasnodar thắng với tổng tỷ số 4–2.
| Gent              | 1–2      | Dynamo Kyiv                 |
| ----------------- | -------- | --------------------------- |
| - Kleindienst 41' | Chi tiết | - Supriaha 9' - De Pena 79' |

| Dynamo Kyiv                                                  | 3–0      | Gent |
| ------------------------------------------------------------ | -------- | ---- |
| - Buyalskyi 9' - De Pena 36' (ph.đ.) - Rodrigues 49' (ph.đ.) | Chi tiết |      |

Dynamo Kyiv thắng với tổng tỷ số 5–1.